# 滇腫龍屬
滇腫龍屬（學名：Dianopachysaurus）又名滇龍，是種已滅絕海生爬行動物，是腫肋龍類的一屬，化石被發現於中國雲南省羅平縣的關嶺組，地質年代相當於三疊紀中期的安尼西階。模式種是丁氏滇腫龍（D. dingi），是在2011年由刘俊，江大勇、藻谷亮介、Olivier Rieppel等人所敘述、命名。
滇腫龍是貴州龍的近親，貴州龍是另一種中國腫肋龍類，兩者都被歸類於貴州龍科（Keichousauridae）。根據過去理論，腫肋龍類起源於特提斯洋東部（相當於現今中國南部），之後往特提斯洋西部遷徙（相當於現今歐洲）。在過去研究歷史中，中國南部的腫肋龍類化石有個長時間的化石紀錄空缺，形成如鬼魅般出現的演化支。滇腫龍的發現，有助於填補這個化石記錄空缺，並代表腫肋龍類的早期演化輻射。